# Unità 400
L'Unità 400 è una delle unità militari di cui è composta la Forza Quds, ovvero la sezione speciale dei Pasdaran responsabile per le azioni all'esterno dell'Iran, con lo scopo di contribuire a diffondere le idee della rivoluzione iraniana fuori dai confini del paese.

## Comando dell'unità
Per le sue azioni, l'Unità 400 dipende direttamente dalla Guida Suprema iraniana, l'Ayatollah Ali Khamenei. Ciò dimostra quanto le azioni esterne dell'Unità siano centrali nella politica estera della Repubblica Islamica iraniana. Il QG è collocato nella parte sud est di Teheran.
Secondo le indiscrezioni, nel report di 53 pagine ricevuto dalla Turchia, erano contenuti i nomi dei due comandanti dell'Unità 400: si tratta di Hamed Abdellahi e Majid Alavi (il cui vero nome sarebbe Mohammad Pour Naimi), quest'ultimo ex vice Ministro dell'Intellicence iraniana (il famoso MOIS). Il via libera all'azione in Turchia sarebbe giunto direttamente da Khamenei.

## Attacchi recenti
Tra il 2009 e il 2011 l'Unità 400 ha tentato più volte di colpire obiettivi israeliani nel mondo. Nel 2011 sei cittadini turchi sono rimasti gravemente feriti in un attentato che ha colpito il locale consolato israeliano. Sempre nello stesso anno, l'Unità avrebbe tentato di uccidere l'Ambasciatore dell'Arabia Saudita negli Stati Uniti. L'Unità sarebbe quindi direttamente responsabile degli attentati contro diplomatici israeliani avvenuti in Georgia, India e Thailandia nel febbraio 2012. Nell'attacco avvenuto presso Nuova Delhi è stata ferita la moglie dell'attachè militare israeliano in India. 
All'inizio di aprile la Sky, in esclusiva, ha riportato la notizia che la Turchia sarebbe stata avvisata di un piano organizzato dall'Unità 400 per colpire obiettivi ebraici ed israeliani in Turchia.

## Maggiori attacchi
I principali attacchi terroristici internazionali in cui i Pasdaran sarebbero direttamente coinvolti sono:
- 1994 - Attentato presso il centro ebraico AMIA a Buenos Aires in Argentina. oltre 80 morti. I documenti confermano il coinvolgimento dei Pasdaran, attraverso quello che poi diventerà il comandante delle Forze Quds Qasem Soleimani, e di Hezbollah[7][8]. Per ostruzionismo alle indagini è finito sotto inchiesta anche l'allora Presidente argentino Carlos Menem, di origini siriane.
- 1998 - Attentato all'Ambasciata americana in Kenya. 212 morti e 4000 feriti. Nel dicembre del 2011 la Corte americana ha provato il coinvolgimento dei Pasdaran nell'attentato[9][10].
- 1998 - Attentato all'Ambasciata americana in Tanzania. 11 morti. Nel dicembre del 2011 la Corte americana ha provato il coinvolgimento dei Pasdaran[9][10].